# Zentral (Solingen)
Der Zentral oder Central ist ein Ortsteil der bergischen Großstadt Solingen. Die ehemalige Hofschaft im Außenbezirk entwickelte sich bis zum Ersten Weltkrieg zu einem neuen Zentrum der ehemals selbständigen Stadt Gräfrath. Mit der Stadt Gräfrath wurde der Zentral im Jahre 1929 nach Solingen eingemeindet.

## Lage und Beschreibung
Der Zentral liegt im Süden des Stadtteils Gräfrath an der Straßenkreuzung der Landesstraße 85, der Focher Straße, mit der Bundesstraße 224, die von Essen und Wuppertal kommend nach Solingen-Mitte führt. Der Zentral bildet eine kleine Hochfläche südlich des Nümmener Bachtals und östlich des Demmeltrather Bachtals. Nach Nordosten fällt das Gelände zum Gewerbe- und Industriegebiet Dycker Feld ab, dort befindet sich auch der Solinger Produktionsstandort des Unternehmens Haribo. Abgesehen von einzelnen Gewerbe- und Einzelhandelsbetrieben besteht der Zentral und die umliegenden Straßen heute aus Wohnhäusern, an der Ketzberger Straße im Osten ist das Schneidwarenunternehmen United Salon Technologies ansässig, das zu Zwilling gehört.
Der Kernbereich des Zentrals bildet die vielbefahrene Straßenkreuzung Focher Straße / Wuppertaler Straße / Schlagbaumer Straße, an der sich auch die beiden Oberleitungsbuslinien 682 und 683 der Stadtwerke Solingen kreuzen. In diesem Bereich verfügt der Zentral über eine dichte Blockrandbebauung verschiedener Epochen. Der Standort des Geburtshauses der Choreographin Pina Bausch bildet heute eine Baulücke an der Focher Straße. Zwei der Gebäude an der Kreuzung sind in die Solinger Denkmalliste eingetragen, darunter auch das bereichsprägende Eckgebäude Schlagbaumer Straße 185.
Benachbarte Orte sind bzw. waren (von Nord nach West): Focher Dahl, Unten- und Obenflachsberg, Rauenhaus, Ringelshäuschen, Busch, Scheiderirlen, Obenscheidt, Heide, Foche und Nümmen.

## Geschichte

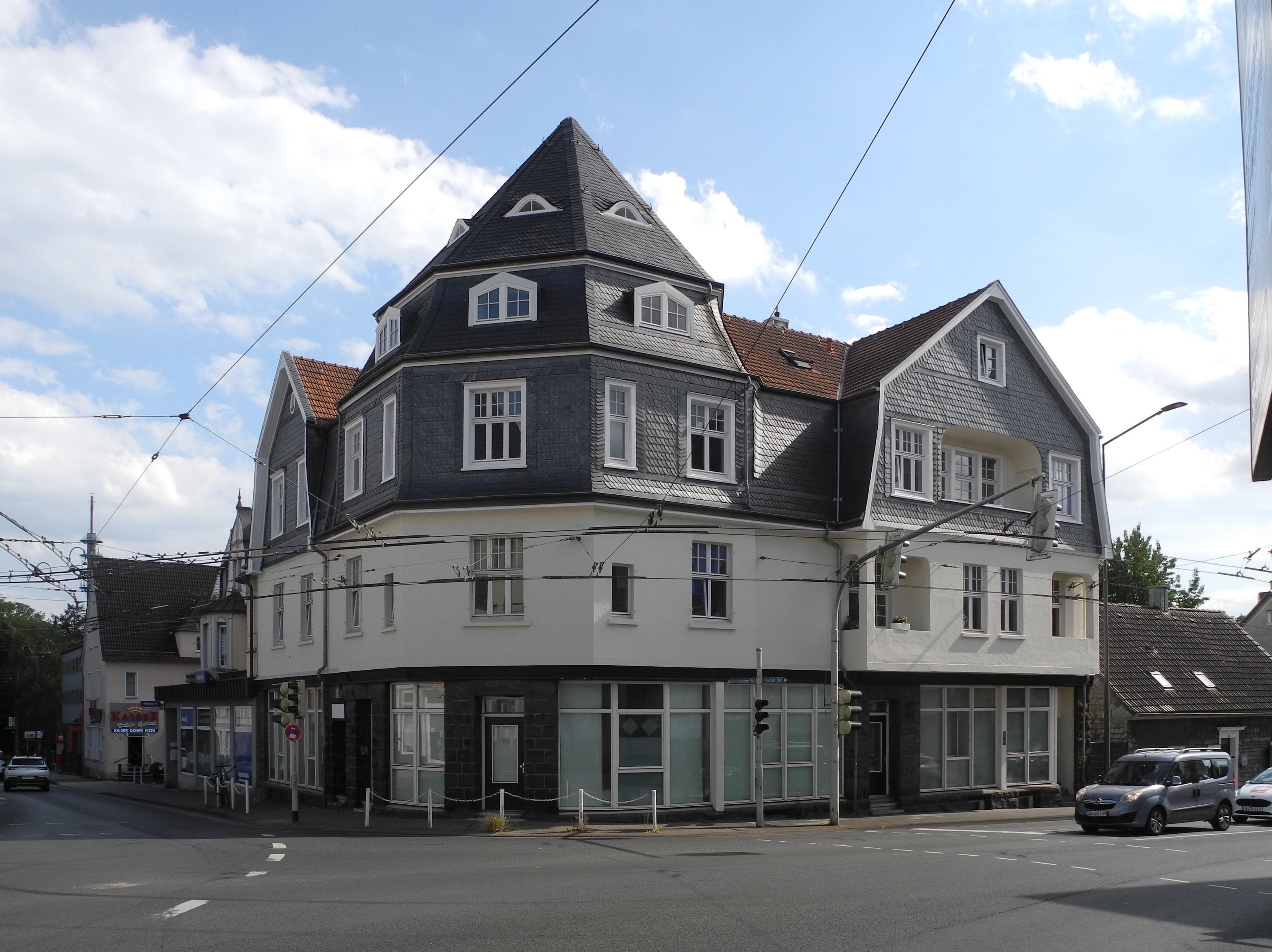
Denkmalgeschütztes Eckgebäude am Zentral

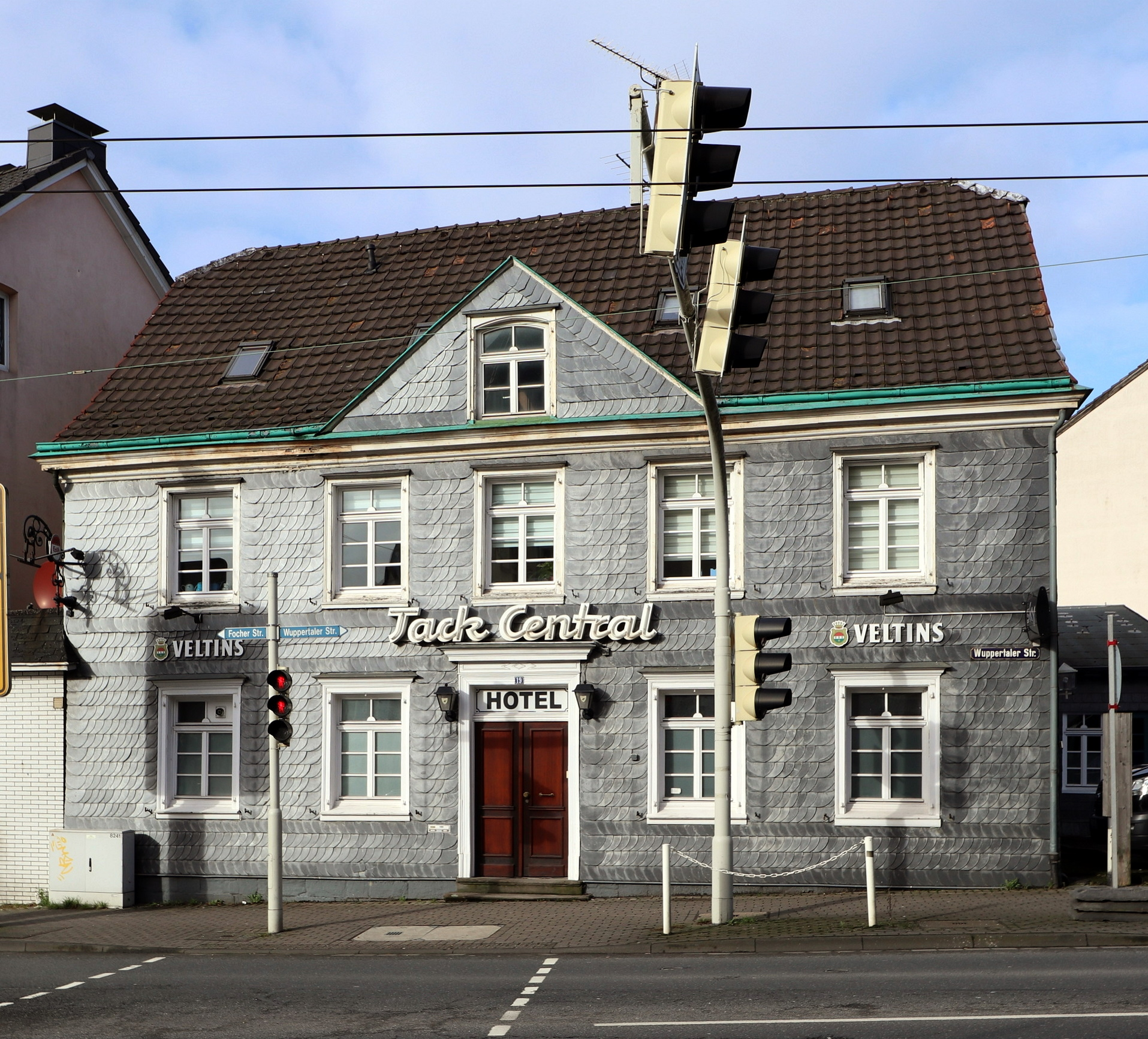
Ehem. Gaststätte Tack Central

Central entstand um die Wende zum oder zu Beginn des 19. Jahrhunderts auf freiem Feld an der Wegekreuzung, die ihm auch seinen Namen gegeben hat. Ähnlich dem Remscheider Zentralpunkt deutet der Name auf die (zentrale) Lage des Ortes an der Straßenkreuzung hin.
In der Karte Topographia Ducatus Montani, Blatt Amt Solingen, von Erich Philipp Ploennies aus dem Jahre 1715 ist der Ort noch nicht verzeichnet, sondern nur die Kreuzung der beiden Wegeverbindungen. Die Topographische Aufnahme der Rheinlande von 1824 verzeichnet den Ort an der Kreuzung als Centralpunkt, die Preußische Uraufnahme von 1844 als Central. In der Topographischen Karte des Regierungsbezirks Düsseldorf von 1871 ist der Ort als Central ebenfalls an der Straßenkreuzung verzeichnet, die von Benrath-Focher Provinzialstraße (heute die Landesstraße 85) und der 1815 zur Provinzialstraße Essen–Solingen ausgebauten Altstraße von Vohwinkel über Gräfrath nach Solingen (heute die Bundesstraße 224) gebildet wird.
Nach der Gründung der Mairien und späteren Bürgermeistereien Anfang des 19. Jahrhunderts gehörte die Ortschaft zur Bürgermeisterei Gräfrath. 1832 war Zentral unter dem Namen Centralpunkt Teil der Honschaft Gräfrath innerhalb der Bürgermeisterei Gräfrath. Der nach der Statistik und Topographie des Regierungsbezirks Düsseldorf als Wirthshaus und Ackerhof kategorisierte Ort besaß zu dieser Zeit fünf Wohnhäuser, eine Fabrik bzw. Mühle und ein landwirtschaftliches Gebäude. Zu dieser Zeit lebten 34 Einwohner im Ort, davon zwei katholischen und 32 evangelischen Bekenntnisses. Die Gemeinde- und Gutbezirksstatistik der Rheinprovinz führt den Ort 1871 mit neun Wohnhäusern und 79 Einwohnern auf. Im Gemeindelexikon für die Provinz Rheinland werden 1885 20 Wohnhäuser mit 172 Einwohnern angegeben. 1895 besitzt der Ortsteil 47 Wohnhäuser mit 502 Einwohnern, 1905 werden 95 Wohnhäuser und 1.093 Einwohner angegeben.
Aufgrund der Nähe zur Walder Foche, wo sich ab Mitte des 19. Jahrhunderts mehrere Industriebetriebe ansiedelten, nahm auch am Zentral die Bautätigkeit zu. Bis zum Ersten Weltkrieg erlebte der Ort eine beachtliche bauliche Entwicklung, die das Gesicht der ehemaligen Hofschaft grundlegend veränderte. Die Stadt Gräfrath versuchte ab Ende des 19. Jahrhunderts gar, am Zentral einen neuen Siedlungskern entstehen zu lassen. Neue Nebenstraßen wie die Hauptstraße (heute Ketzberger Straße) oder auch die Marktstraße entstanden, an der ein Wochenmarkt stattfinden sollte, was jedoch nie geschah. Erster Weltkrieg und die sich anbahnende Städtevereinigung mit Solingen verhinderten die Pläne zum Aufbau eines modernen Stadtzentrums. Die Städtevereinigung zu Groß-Solingen erfolgte schließlich im Jahre 1929. Damit wurde Zentral ein Ortsteil Solingens.
Im Jahre 1952 war der Zentral Schauplatz für das schlimmste Unglück in der Geschichte der Solinger Straßenbahn, bei dem acht Tote und mehr als 50 Verletzte zu beklagen waren. Seit 1898 war der Zentral Knotenpunkt zwischen der späteren Linie 2 zwischen Solingen und Ohligs und der späteren Linie 3 zwischen Solingen und Vohwinkel (heute vergleichbar zu den Obus-Linien 682 und 683). Am 25. Januar 1952 um kurz vor 7:00 Uhr fuhr eine Straßenbahn der Linie 2 auf der Gefällstrecke vom Wasserturm Richtung Zentral hinab und nahm dabei immer mehr Geschwindigkeit auf. Dem Fahrer misslangen Bremsversuche, so dass die Bahn schließlich mit etwa 70 Kilometern pro Stunde in der Kurve entgleiste und gegen ein Haus prallte. Der Straßenbahnanhänger überschlug sich und begrub zahlreiche Personen unter sich. Die Verletzten wurden zur Ersten Hilfe in die angrenzende Gaststätte Tack gebracht, wo sie von im Bezirk ansässigen Ärzten behandelt wurden. Sechs Personen wurden tot geborgen, zwei weitere starben auf dem Weg ins Krankenhaus. Als Unfallursache wurden später technische Mängel an der überalterten Straßenbahn und Fehler des getöteten Fahrers festgestellt. Seit Abschaffung des Straßenbahnverkehrs in Solingen wird die Kreuzung Zentral seit 1959 von Oberleitungsbussen bedient.:28
Von den historischen Gebäuden am Zentral sind seit Mitte der 1980er Jahre die Gebäude Wuppertaler Straße 19 (ehemalige Gaststätte Tack) sowie das bereichsprägende Eckhaus Schlagbaumer Straße 185 als Baudenkmäler geschützt.

## Persönlichkeiten

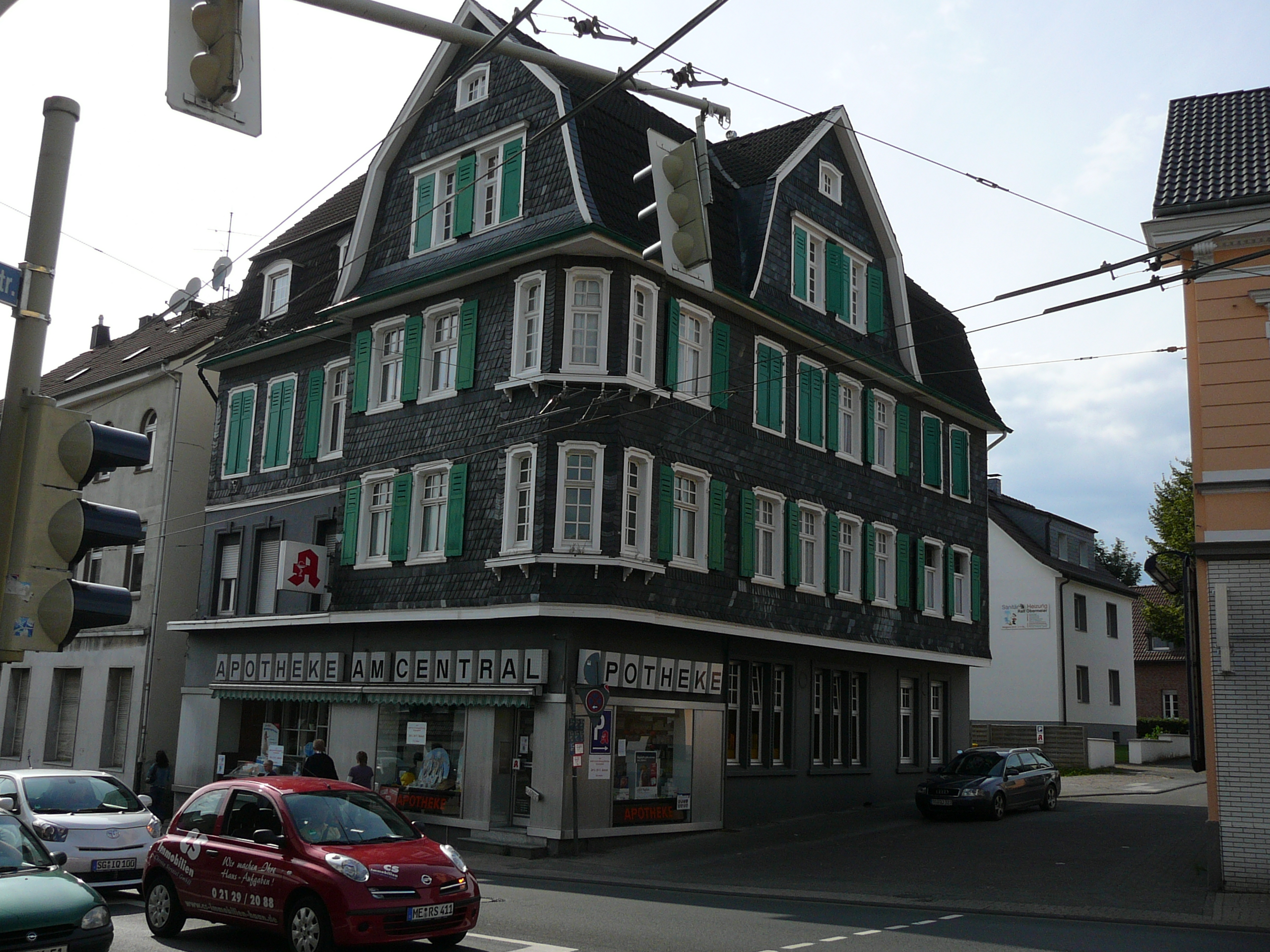
Das ehemalige Café Müller in Solingen, in dessen Umgebung Pina Bausch aufwuchs.

Am Zentral, in dem inzwischen abgerissenen Gebäude Focher Straße 10 / 12 (Lage), wuchs die Choreografin Pina Bausch auf. 1978 entwarf sie, inspiriert von dem in der Nachbarschaft gelegenen Café Müller, das gleichnamige Stück.
Das Geburtshaus von Bausch, das ehemalige Hotel Diegel, wurde nach Jahren des Leerstands in baufälligen Zustand im Sommer 2008 abgerissen. Dem Gebäude war kein Denkmalwert zuerkannt worden. Dem Abriss ging eine intensive Diskussion in der Solinger Bevölkerung voraus. Heute befindet sich an der Stelle eine Baulücke, die jedoch seit 2022 durch Wohnhäuser neu bebaut wird. 